# Ti guardo
Ti guardo (Desde allá) è un film del 2015 scritto e diretto da Lorenzo Vigas, al suo primo lungometraggio.
È stato il primo film in lingua spagnola e il primo film sudamericano a vincere il Leone d'oro alla Mostra internazionale d'arte cinematografica di Venezia, venendo poi scelto per rappresentare il Venezuela come miglior film straniero ai premi Oscar 2017, senza però ottenervi la candidatura.

## Trama
In una caotica Caracas Armando, un uomo solo e di mezza età, gestisce un laboratorio di protesi dentarie. L'uomo adesca giovani ragazzi alla fermata del bus e offre loro del denaro per accompagnarlo a casa, dove li osserva senza mai toccarli. La quotidianità di Armando è anche caratterizzata dallo spiare gli spostamenti di un uomo anziano, con cui sembra avere un legame traumatico. Un giorno Armando incontra il giovane teppista Élder, membro di un banda locale. Il ragazzo inizia a frequentare la casa di Armando, spinto più che altro da interessi economici, ma con il tempo tra i due nasce un'intimità inaspettata, e Élder si unisce sempre più a Armando.

## Distribuzione
Il film è stato presentato in anteprima il 10 settembre 2015, in concorso, alla 72ª Mostra internazionale d'arte cinematografica di Venezia, dove due giorni dopo ha vinto il Leone d'oro al miglior film. La casa di distribuzione Cinema di Valerio De Paolis, che ne aveva acquisito poco dopo la sua anteprima, l'ha distribuito nelle sale cinematografiche italiane a partire dal 21 gennaio 2016.
È stato distribuito nelle sale cinematografiche messicane a partire dal 7 ottobre 2016 e in quelle venezuelane dal 2 settembre dello stesso anno.

## Riconoscimenti
- 2015 - Mostra internazionale d'arte cinematografica
  - Leone d'oro al miglior film
  - In concorso per il Green Drop Award
  - In concorso per il Queer Lion
- 2017 - Premio Ariel
  - Candidatura per il miglior film
  - Candidatura per la miglior opera prima a Lorenzo Vigas
  - Candidatura per il miglior attore esordiente a Luis Silva
- 2017 - Premio Goya
  - Candidatura per il miglior film straniero in lingua spagnola